# Топольно
Топольно (пол. Topolno) — село в Польщі, у гміні Прущ Свецького повіту Куявсько-Поморського воєводства.
Населення — 276 осіб (2011).

## Демографія
Демографічна структура станом на 31 березня 2011 року:
|          | Загалом | Допрацездатний вік | Працездатний вік | Постпрацездатний вік |
| -------- | ------- | ------------------ | ---------------- | -------------------- |
| Чоловіки | 119     | 24                 | 81               | 14                   |
| Жінки    | 157     | 32                 | 94               | 31                   |
| Разом    | 276     | 56                 | 175              | 45                   |